# Thủy ấn họa

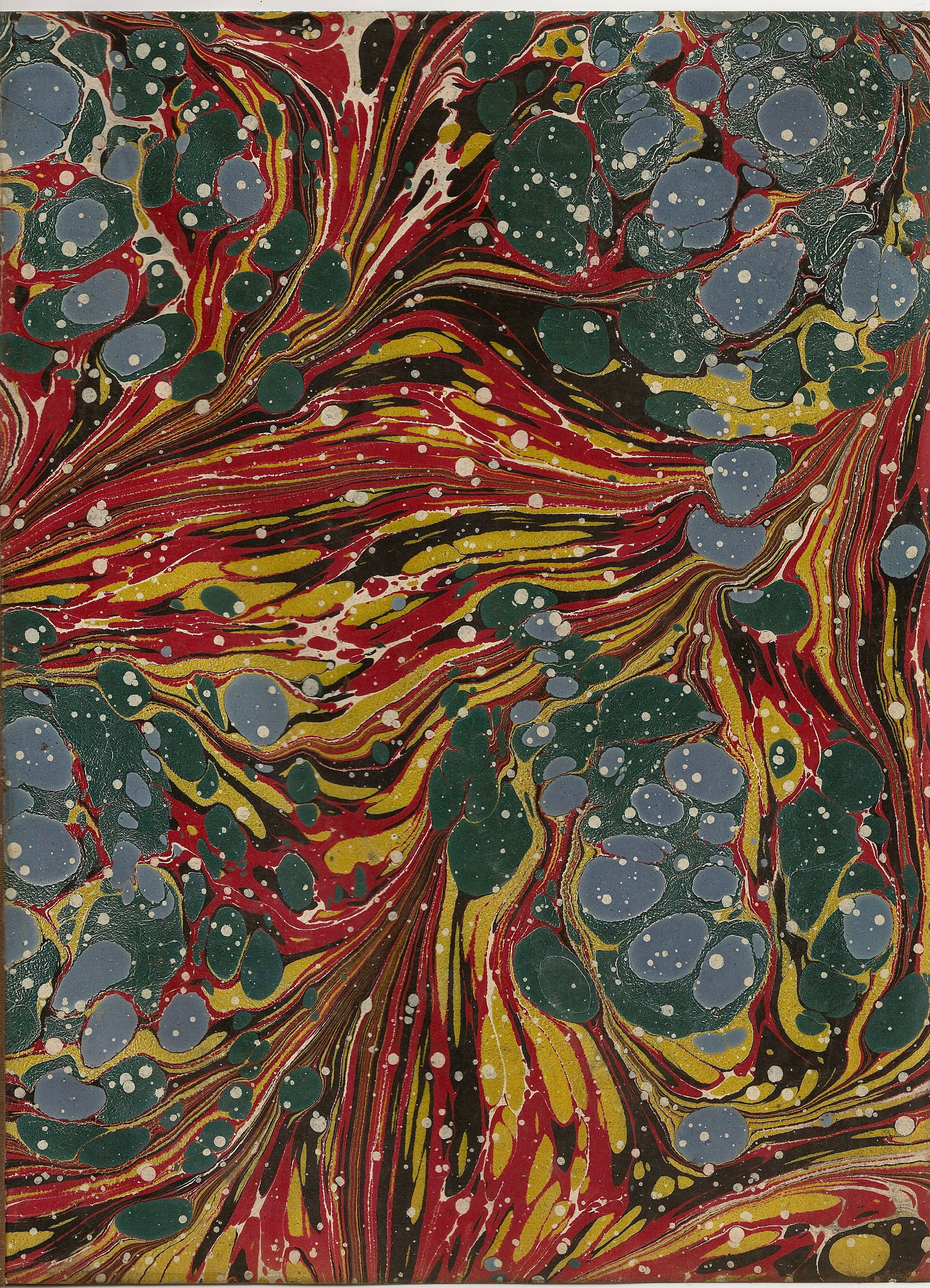
Giấy bìa từ một cuốn sách xuất bản ở Scotland năm 1842. Encyclopædia Britannica, ấn bản thứ 7

Thủy ấn họa (tiếng Anh: Paper marbling) là một phương pháp thiết kế hoa văn trên bề mặt nước tạo ra các tác phẩm có hoạ tiết tương tự như đá cẩm thạch mịn bằng các loại thuốc nhuộm, dung dịch lỏng hay màu nước với cọ vẽ. Các họa sĩ sử dụng các loại cọ vẽ lần lượt thả màu vào chất lỏng và di chuyển nhẹ nhàng nhằm tạo các hình vẽ lan tỏa như khói. Các hoa văn sẽ được tạo ra khi màu mực nổi lên mặt nước. Tác phẩm sau đó được cẩn thận in lên bề mặt của chất liệu thấm nước như giấy hoặc vải và hong khô. Qua nhiều thế kỷ, con người đã ứng dụng kỹ thuật in thủy ấn vào nhiều bề mặt chất liệu khác nhau. Những sản phẩm in từ kỹ thuật này thường được dùng làm mặt giấy viết thư pháp, bìa sách và các trang giấy vân gấm trong các quyển sách. Một nguyên do tạo nên sự hấp dẫn của in thủy ấn là mỗi bản in đều là những chế tác độc nhất.

## Quy trình làm

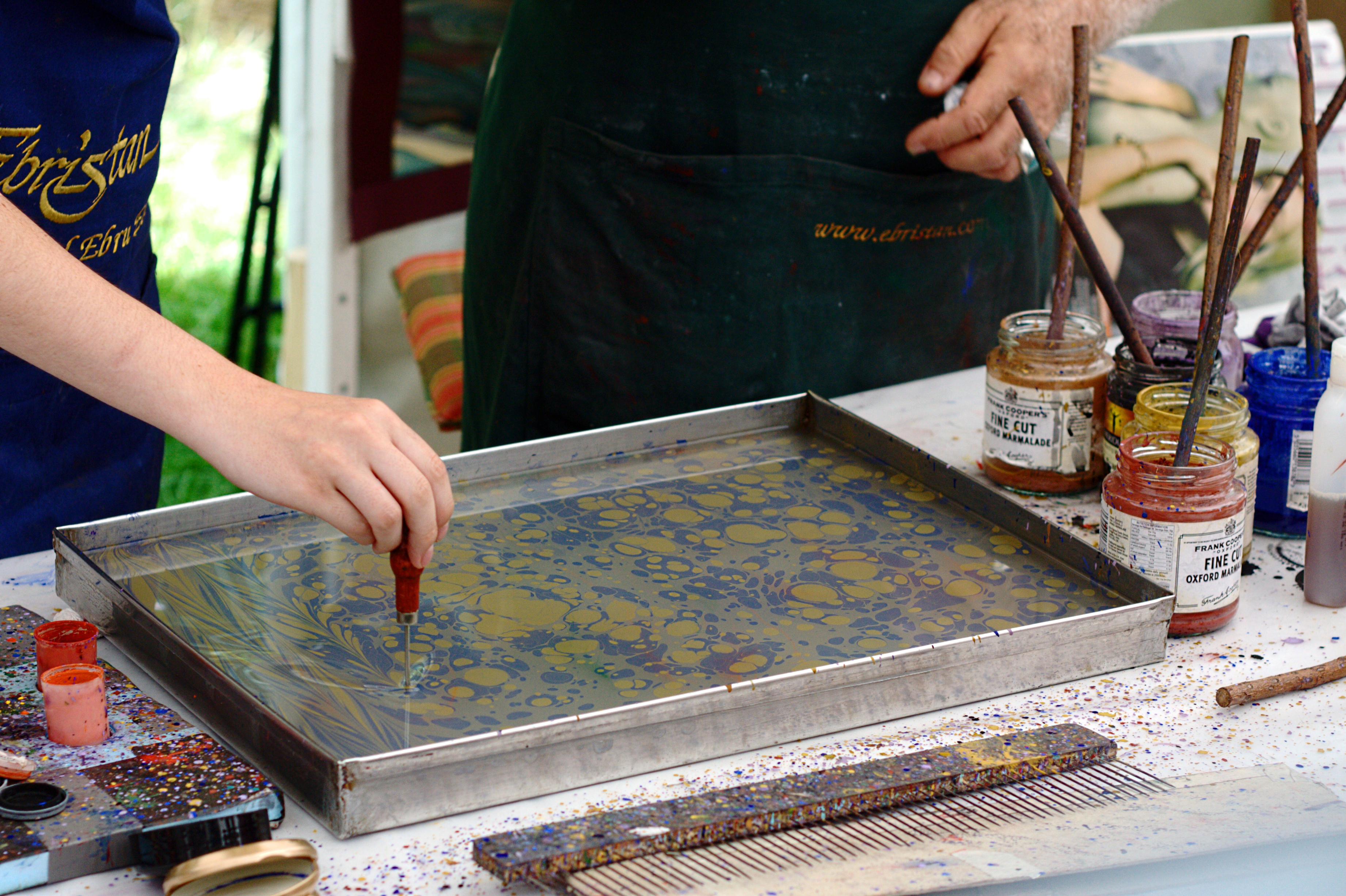
Mực dầu trong một bể nước được chuẩn bị trước khi thả màu vào dung môi.

Có nhiều phương pháp để vẽ thủy ấn. Các vật liệu cần dùng bao gồm một khay nông chứa nước và các loại mực hoặc màu sơn, dung dịch khác nhau được cẩn thận cho lên bề mặt chất lỏng bằng một chiếc bút lông.Các chất bổ sung và các hóa chất hoạt động bề mặt khác nhau được sử dụng để làm nổi màu lên mặt nước. Một giọt màu "âm" được làm từ nước thường có thêm chất hoạt động bề mặt được sử dụng để đẩy giọt màu vào vòng. Quá trình được lặp lại cho đến khi bề mặt nước được bao phủ bởi các vòng tròn đồng tâm. Các màu nổi sau đó được xử lý cẩn thận bằng cách thổi trực tiếp hoặc bằng ống hút, quạt hoặc cẩn thận sử dụng tóc người để khuấy màu. Trong thế kỷ 19, Tokutaro Yagi đã phát triển một phương pháp thay thế theo phong các Kyōto gọi là suminagashi  bằng cách sử dụng một mảnh tre nhẹ nhàng khuấy động các mảng màu sắc, dẫn đến thiết kế xoắn ốc đồng tâm. Một tờ giấy washi sau đó được đặt cẩn thận lên mặt nước để in phần màu nổi. Các loại giấy thông thường, mà thường được làm bằng kozo (dâu giấy), không đủ kích thước và bền để chịu được sự ngâm trong nước mà không rách.
Một phương pháp thủy ấn quen thuộc hơn đối với người châu Âu và Mỹ được thực hiện trên bề mặt của một chất nhầy nhớt, được gọi là size hoặc sizing trong tiếng Anh. Trong khi phương pháp này thường được cho là xuất phát từ Thổ Nhĩ Kỳ và được gọi là ebru trong tiếng Thổ hiện đại, người dân tộc Thổ không phải là dân tộc duy nhất biết sử dụng loại hình nghệ thuật này mà còn có người Ba Tư, Tajik và người gốc Ấn Độ cũng có khả năng in thủy ấn. Việc người châu Âu sử dụng thuật ngữ Thổ Nhĩ Kỳ cho nguồn gốc của loại hình nghệ thuật này rất có thể là do nhiều người gốc Âu thường lần đầu tiên bắt gặp loại hình nghệ thuật ở Istanbul, cũng như các tài liệu quan trọng đều đề cập đến người Hồi giáo như người Thổ Nhĩ Kỳ, giống như người châu Âu được gọi là Firengi trong tiếng Thổ Nhĩ Kỳ và tiếng Ba Tư, nghĩa đen là Frankish.
Cách tạo truyền thống của màu cẩm thạch là sử dụng cả hai sắc tố hữu cơ và vô cơ trộn với nước cho màu sắc và dung dịch truyền thống làm từ cao su tragacanth (chiết xuất từ loài Astragalus spp.), cao su karaya, cao su guar, cỏ cà ri (Trigonella foenum-graecum), fleabane, hạt lanh, và psyllium. Từ cuối thế kỷ 19, một chiết xuất đun sôi carrageenan được tạo ra từ chiết xuất từ tảo Ireland (Chondrus crispus), đã được sử dụng để làm bề mặt chất lỏng. Ngày nay, nhiều nghệ nhân đã bắt đầu sử dụng carrageenan dạng bột được chiết xuất từ nhiều loại rong biển khác nhau. Một loại chất nhầy khác cũng được ứng dụng có nguồn gốc từ thực vật được làm từ natri alginate. Trong những năm gần đây, một bề mặt chất lỏng tổng hợp được làm từ hydroxypropyl methylcellulose, là một thành phần phổ biến được sử dụng trong việc dán giấy tường, thường được sử dụng làm dung môi lỏng cho sơn acrylic và sơn dầu nổi.
Trong phương pháp dựa trên bề mặt chất lỏng, màu sắc được tạo ra từ các sắc tố được trộn với các chất hoạt động bề mặt như ox gall. Đôi khi, dầu hoặc nhựa thông có thể được thêm vào màu để tạo được hiệu ứng đặc biệt. Các màu sau đó bị phân tán hoặc chìm xuống từng mảng màu cho đến khi tạo được một lớp dày đặc gồm nhiều màu. Rơm khô từ cây cao lương hoặc lông ngựa cũng đồng thời được sử dụng để nhỏ sơn. Mỗi lớp sắc tố liên tiếp lan tỏa ít hơn một chút cho đến lớp cuối cùng, các màu sắc có thể yêu cầu thêm chất hoạt động bề mặt để nổi đồng đều lên bề mặt. Sau khi màu sắc được in lên bề mặt thấm nước, người ta dùng thêm các công cụ và dụng cụ khác như cào, lược và bút thường để tạo ra các thiết kế phức tạp hơn.
Giấy hoặc vải thường phủ trước với nhôm sunfat (phèn) và nhẹ nhàng đặt lên bề mặt chất lỏng với màu sắc nổi (mặc dù các phương pháp như Ebru Thổ Nhĩ Kỳ và suminagashi Nhật Bản không đòi hỏi việc phải sử dụng nhơm sunfat). Các màu sau đó bám vào bề mặt của giấy hoặc vật liệu thấm nước. Giấy hoặc vật liệu sau đó được cẩn thận nhấc ra khỏi bề mặt chất lỏng và hong khô. Các nghệ nhân cũng nhẹ nhàng kéo tờ giấy qua một thanh chắn để rút lượng nước thừa. Nếu cần thiết, màu sắc và lượng nước thừa có thể được rửa sạch rồi mới hong khô. Sau khi in xong, bất kỳ dư lượng màu nào còn lại trên bề mặt sẽ được vệ sinh một cách cẩn thận, để xóa các tỳ vết này trước khi bắt đầu một mẫu mới.
Những nghệ nhân đương đại sử dụng nhiều loại vật liệu mới, một số thay thế toàn bộ hoặc kết hợp nhiều chất liệu mới với những vật liệu truyền thống. Một loạt các gam màu mới được sử dụng thay cho các sắc tố mang tính cổ điển và truyền thống. Cọ rơm bằng nhựa có thể được sử dụng thay cho rơm cao lương, cũng như que tre, pipet nhựa và ống nhỏ giọt cũng được ứng dụng để nhỏ màu trên bề mặt chất lỏng. Ox gall vẫn thường được sử dụng làm chất hoạt động bề mặt cho màu nước và bột màu nhưng lại được sử dụng cùng với acrylic, PVA và sơn gốc dầu.

## Ở khu vực Á Đông

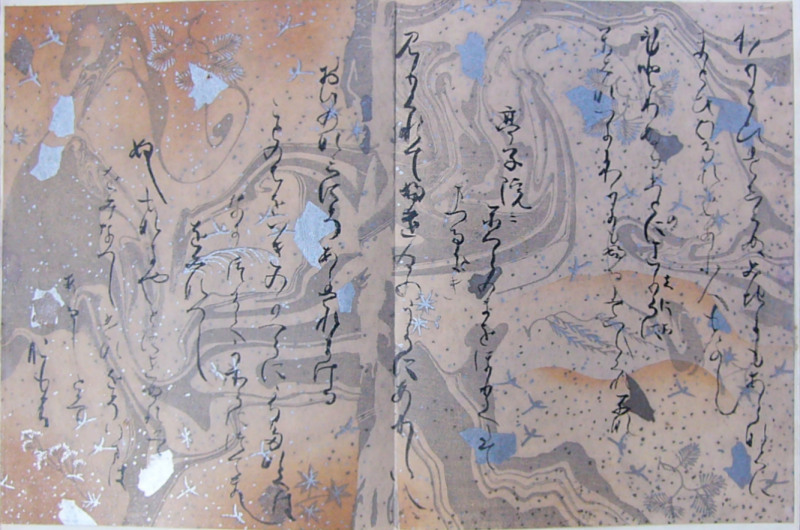
Hai trang thơ waka của shikōchi Mitsune (859?-925?). cao 20 cm, rộng 32cm. Bạc, vàng, màu nước và mực trên giấy suminagashi. Từ một bản sao của Sanjurokunin Kashu hoặc "Ba mươi sáu nhà thơ bất tử" được lưu giữ trong Đền Hongan-ji, Kyoto. Bản thảo nhiều tập này, chứa nhiều kiệt tác cổ nhất về giấy cẩm thạch được biết đến ngày nay, đã được trao cho Hoàng đế Shirakawa vào sinh nhật lần thứ sáu mươi của ông vào năm 1112 CE (Narita, 14 và Chambers, 13-16).

Một tài liệu tham khảo mà một số người cho rằng thủy ấn họa có thể đã được ghi chép lại trong một bản biên soạn vào năm 986 mang tên 文Wen (Wen Fang Si Pu) hoặc "Bốn kho báu từ các nghiên cứu của các học sĩ" ("Four Treasures of the Scholar's Study) được soạn bởi các học sĩ của thế kỷ thứ 10 蘇 易 簡Su Yijian (957-1995 CE). Ghi chép này có chứa thông tin về que mực, nghiên, bàn chải mực và giấy in. Văn bản đề cập đến một loại giấy trang trí có tên 流沙 箋Liu Sha Jian có nghĩa là cát trôi dạt, hay giấy nháp cát chảy "được phát minh ra ở Tứ Xuyên (Su 4: 7a-8a).
Loại giấy này được tạo ra bằng cách kéo một mảnh giấy qua bột nhão lên men trộn với nhiều màu sắc khác nhau, tạo ra một thiết kế tự do không đồng đều. Một loại thứ hai được làm bằng một hỗn hợp bột được chế biến từ vỏ quả bồ kết ba gai, trộn với dầu croton và pha loãng với nước. Cả mực đen và mực màu đều có lẽ đã được sử dụng trong quy trình này. Theo cách lý giải của TH Tsien, gừng có thể đã được dùng ở dạng dầu hoặc chiết xuất để phân tán các mảng màu. Các màu sẽ là trộn lại với nhau khi một chiếc lược gõ nhẹ lên trên thiết kế, và các hạt gàu được cho vào hỗn hợp bằng cách gõ nhẹ một chiếc lược chải tóc lên trên. Các đối tượng minh họa thường là hình người, mây hoặc chim bay. Khi các thiết kế đã hoàn thành, chúng được in lên bề mặt của một tờ giấy hoặc vải. Chưa tìm thấy được bất cứ bằng chứng nào về việc sử dụng mực nổi để trang trí giấy ở Trung Quốc. Có hay không các phương pháp trên sử dụng màu nổi vẫn được xác định (Tsien 94-5).
Su Yijian là một học sĩ triều đình và từng là đại thần của Hàn Lâm Viện từ khoảng năm 985-993 CE. Ông đã biên soạn các tác phẩm từ nhiều nguồn trước đó và quen thuộc với chủ đề này nên đã tạo ra được vốn kiến thức chuyên sâu. Tuy nhiên, điều quan trọng cần lưu ý là không rõ ông ta đã tiếp cận được nhiều phương pháp khác nhau như thế nào để làm giấy trang trí. Su Yijian rất có thể đã thuật lại đầy đủ những thông tin được cung cấp mà không có sự hiểu biết đầy đủ về các phương pháp được sử dụng. Các nguồn tham khảo ban đầu của ông có thể đã được ghi chép lại trước đó trong nhiều thế kỷ. Không chỉ cần xác định nguồn gốc ngày tháng cụ thể để xác định thông tin, mà tác giả cũng không được biết đến do không có bất kỳ vật chứng nào còn sót lại từ các ghi chép tiếng Hoa. 

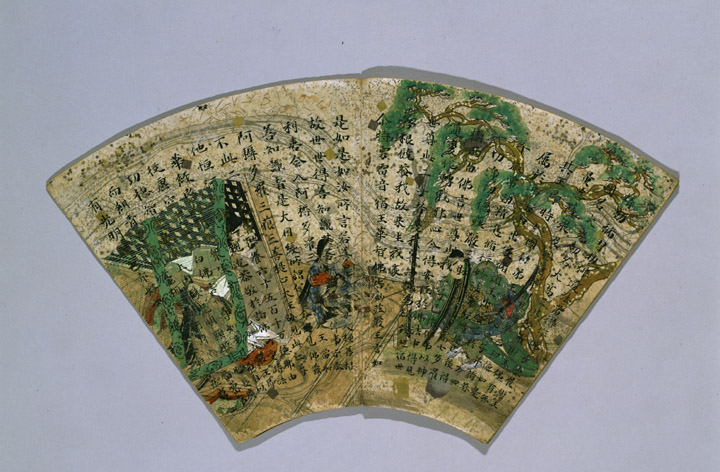
Một mẫu giấy suminagashi được sử dụng như một thành phần trong tranh thủy mặc truyền thống. Từ album Kho báu quốc gia hình quạt của Kinh Hokekyō (Kinh Pháp Hoa), thời kỳ Heian 12 c. CE, hiện đang được lưu giữ trong Đền Shitennō-ji ở Osaka.

Ngược lại, Suminagashi (墨 流) trong tiếng Nhật có nghĩa là mực nổi, dường như là hình thức vẽ thủy ấn sớm nhất trong thế kỷ 12 Nishi honganji sanju-rokunin kashu (十六 人 集), tại Nishihonganji  (西本願寺), Kyoto. Tác giả Einen Miura cho rằng ghi chép lâu đời nhất về các suminagashi là từ các bài thơ waka của Shigeharu, (825 Lời880 CE), con trai của một nhà thơ nổi tiếng thời Heian, Narihira (Muira 14) trong Kokin Wakashū, nhưng các câu thơ đều chưa được xác định và thậm chí nếu được tìm thấy thì cũng chưa có gì có thể chứng minh nó không phải là giả. Nhiều tuyên bố khác nhau đã được đưa ra liên quan đến nguồn gốc của suminagashi. Một số người nghĩ rằng có thể đã bắt nguồn từ một hình thức bói toán (mã hóa). Một giả thuyết khác cho rằng suminagashi có thể bắt nguồn từ một hình thức giải trí phổ biến vào thời điểm đó, khi đó một bức tranh Sumi mới vẽ được ngâm trong nước, và mực từ từ phân tán ra khỏi giấy và nổi lên trên bề mặt, tạo thành những thiết kế gây tò mò, nhưng chưa có vật chứng nào ủng hộ những giả thuyết này từng được xác định.
Theo truyền thuyết, Jizemon Hiroba được ghi nhận là người đã phát minh ra suminagashi. Người ta kể lại rằng ông cảm thấy được sự truyền cảm hứng từ thần linh để sáng tạo ra giấy suminagashi sau khi ông dâng cúng thần linh tại đền Kasuga ở tỉnh Nara. Sau đó, ông lang thang khắp nơi để tìm loại nước tốt nhất để tạo ra suminagashi. Jizemon đến Echizen, tỉnh Fukui, nơi ông tìm thấy một loại nước đặc biệt thuận lợi để làm suminagashi. Vì vậy, ông đã định cư tại đó cùng gia đình và tiếp tục truyền thống làm giấy cho đến ngày nay. Gia đình Hiroba tuyên bố đã tạo ra loại giấy in thủy ấn có hoa văn cẩm thạch này từ năm 1151 CE trong 55 thế hệ (Narita, 14).

## Ở các nước Hồi giáo

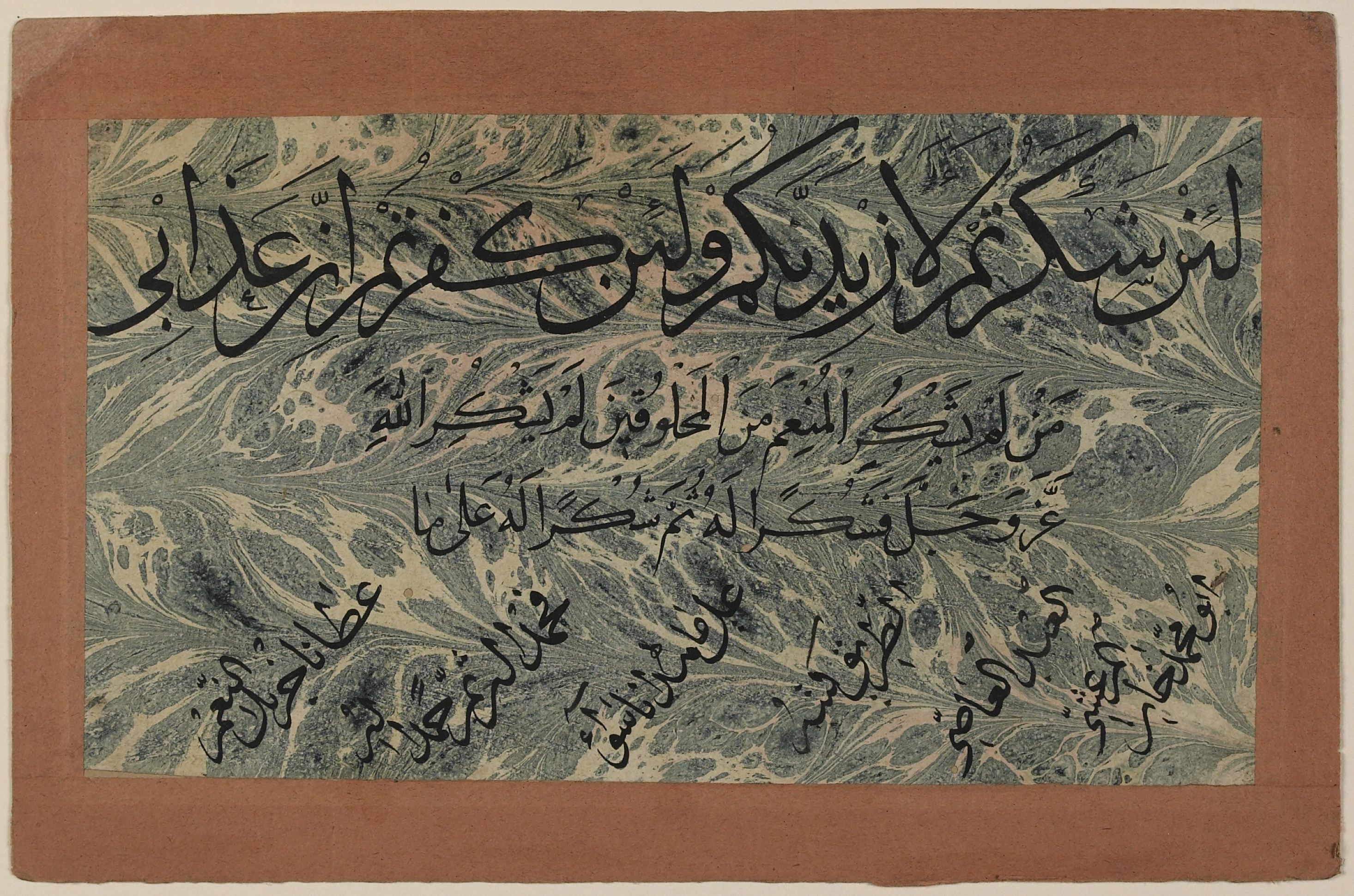
Bảng thư pháp này chứa một câu thơ của kinh Qur'an (14: 7), và là tác phẩm tiêu biểu được viết trên giấy in thủy ấn được sản xuất sau thế kỷ 16 ở khu vực Trung Á, Iran, Ấn Độ và Thổ Nhĩ Kỳ.

Nghệ thuật tạo màu nổi trên bề mặt dung dịch được cho là đã xuất hiện ở các khu vực đại Iran và Trung Á vào cuối thế kỷ 15. Nó có thể đã xuất hiện lần đầu tiên vào cuối triều đại Timurid, ở thủ đô cuối cùng của nó là ở thành phố Herat, thuộc Afghanistan ngày nay. Các nguồn khác cho rằng nó đã xuất hiện trong triều đại Shaybanid xuất hiện muộn hơn, tại các thành phố Samarqand hoặc Bukhara, thuộc Uzbekistan ngày nay. Liệu phương pháp này có liên quan đến các phương pháp trước đây của Trung Quốc hay Nhật Bản được đề cập ở trên hay không chưa bao giờ được minh chứng cụ thể.
Theo phương pháp của Ba Tư, được gọi là kāghaẕ-e abrī (كاغذ ابرى) trong tiếng Ba Tư hoặc được gọi tắt là abrī (ابرى). Trong một số nguồn sử học, Annemarie Schimmel đã dịch thuật ngữ này là "giấy mây" trong tiếng Anh. Trong khi Sami Frashëri tuyên bố trong cuốn Kamus-ı Türki của mình, thì thuật ngữ này "có nguồn gốc chính xác hơn từ một từ trong tiếng Chagatai là ebre (ابره); ông không cung cấp bất cứ ví dụ cụ thể nào để hỗ trợ cho khẳng định này. Ngược lại, hầu hết các ghi chép lịch sử Ba Tư, Thổ Nhĩ Kỳ, và Urdu đều đề cập đến giấy là Abri. Hiện nay ở Thổ Nhĩ Kỳ, nghệ thuật thủy ấn thường được gọi là Ebru, một từ có chung nguồn gốc với thuật ngữ Abri và lần đầu tiên được đề cập đến vào thế kỷ 19. Ở Iran hiện đại, nó thường được gọi là abr-o-bâd (ابرو باد), có nghĩa là "mây và gió".
Nghệ thuật lần đầu tiên xuất hiện và phát triển trong suốt thế kỷ 16 ở Safavid Ba Tư và Ottoman, cũng như Đế quốc Mughal và Vương quốc Deccan ở Ấn Độ. Trong các khu vực này, các phương pháp thủ công khác nhau đã xuất hiện trong đó màu sắc được tạo ra để nổi trên bề mặt của một bồn chất nhầy hoặc chất lỏng nhớt, được làm từ các loại thực vật khác nhau. Chúng bao gồm katheera hoặc kitre - gum tragacanth (Astragalus), shambalîleh hoặc methi -hạt cà ri (một thành phần trong hỗn hợp cà ri), và sahlab hoặc salep (gốc rễ của " Orchis mascula ", mà thường được sử dụng để làm các loại thức uống).
Một cặp lá mang họa tiết thả được xem như một trong những tác phẩm minh họa sớm nhất của loại hình nghệ thuật này và được đặt trong bộ sưu tập Kronos. Một trong những mảnh giấy in này đã được gửi tới trong dịp đăng quang tại Ấn Độ với tuyên bố "Những Abris này rất hiếm" (یاد داشت این ابریهای نادره است) và cho biết thêm rằng đó là "một trong những món quà từ Iran" cho thư viện hoàng gia của Ghiyath Shah, người cai trị của Vương quốc Malwa, năm thứ 1 thời kỳ Hijri vào tháng 12 Hồi lịch (Dhu al-Hijjah) 901 tức 11 tháng 8 năm 1496.
Khoảng một thế kỷ sau, một phương pháp biến thể sử dụng các công cụ khác nhau và bao gồm cả cào, lược và các dụng cụ khác để thao tạo các hoa văn bằng các sắc tố khoáng và hữu cơ được chuẩn bị tinh xảo, dẫn đến các thiết kế phức tạp, phức tạp và hấp dẫn hơn. Ở Ấn Độ, abri được kết hợp với ' aks'  một tấm chắn với chất cản màu hoặc khuôn tô, để tạo ra một khung tranh thu nhỏ độc đáo và rất hiếm, chủ yếu ở khu vực vùng cao nguyên Deccan và đặc biệt là thành phố Bijapur, trong Triều đại Adil Shahi vào thế kỷ 17. Kỹ thuật thủy ấn ở Ấn Độ vẫn không được nhiều người biết đến và các kết luận quyết định vẫn chưa được đưa ra, đặc biệt là trong các khám phá trong 20 năm qua.
Các ứng dụng sớm nhất của thủy ấn ở Ottoman có thể là phần lề gắn liền với những mẫu giấy ghi chép bị cắt của Hâlnâma (حالنامه) do nhà thơ Arifi tạo ra (thường được biết đến với tên Gu-yi Çevgân) và hoàn thành bởi Mehmed bin Gazanfer vào năm 1539-40. Một bậc thầy có tên là Shebek được đề cập đến sau đó trong các ghi chép tại Ottoman sớm nhất về một loại hình nghệ thuật tên là Tertîb-i Risâle-yi Ebrî (ترتیبِ رسالۀ ابری, được cho là nguồn gốc của từ Ebrî) ở giai đoạn sau năm 1615. Một bậc thầy nổi tiếng khác của thế kỷ 18 tên là Hatip Mehmed Efendi (mất năm 1773) được công nhận với những thiết kế sớm minh họa các loại hoa bằng phương pháp thủy ấn, mặc dù các bằng chứng từ Iran và Ấn Độ mâu thuẫn với một trong số những phát hiện này. Mặc dù vậy, họa tiết thủy ấn kiểu cẩm thạch thường được gọi là thiết kế của "Hatip" vào thời nay ở Thổ Nhĩ Kỳ.
Truyền thống làm ebru ở Thổ Nhĩ Kỳ hiện nay đã xuất hiện từ giữa thế kỷ 19, một loạt các nghệ nhân liên kết với một nhánh của tổ chức Naqshbandi Sufi tại nơi gọi là Özbekler Tekkesi (lều của người Uzbeks), nằm ở Eclantepe, gần Üsküd. Người sáng lập ra dòng này được công nhận là Sadık Effendi (mất năm 1846). Có một tuyên bố cho rằng Sadık Efendi đã học được nghệ thuật thủy ấn ở Bukhara và mang nó đến Istanbul nhưng không được chứng thực. Ông sau đó đã dạy nó cho hai con trai mình là Edhem và Salıh. Dựa trên thực tiễn sau này, nhiều nghệ nhân người Thổ đã khẳng định rằng loại hình nghệ thuật này đã được Sufis giáo duy trì trong nhiều thế kỷ, mặc dù bằng chứng rõ ràng để minh chứng cho công bố này vẫn chưa được đưa ra. "Hezarfen" Edhem Effendi (mất năm 1904) cho rằng thủy ấn vẫn được duy trì và phát triển như một hình thức công nghiệp tiểu thủ để cung cấp cho ngành công nghiệp in ấn giấy trang trí đang ngày càng phát triển ở Istanbul. Các mẫu giấy đã được buộc thành bó và bán theo khối lượng. Nhiều trong số các mẫu giấy trang trí này là các thiết kế neftli, được làm bằng nhựa thông, tương tự như cái được gọi là Stormont trong tiếng Anh.
Cậu học trò có tay nghề cao nhất của Edhem Efendi là Necmeddin Okyay (1885-1976). Ông là người thầy đầu tiên dạy nghệ thuật tại Học viện Mỹ thuật Istanbul. Ông nổi tiếng với sự phát triển của phong cách trang trí hoa thủy ấn, ngoài ra còn có yazılı ebru là phương pháp viết thư pháp truyền thống sử dụng phương pháp sử dụng chất cao su cản màu kết hợp với ebru. Một học trò của Okyay là Mustafa Düzgünman (1920-1990), là thầy giáo của nhiều nghệ nhân đương đại ở Thổ Nhĩ Kỳ ngày nay. Ông được biết đến với việc hệ thống hóa các mẫu truyền thống, mà ông chỉ thêm vào một thiết kế hoa cúc, theo cách của Okykay.

## Ở châu Âu
Vào thế kỷ 17, các du khách từ châu Âu đến Trung Đông đã thu thập mẫu giấy này và các bản in để mang về châu Âu. Khi kỹ thuật in thủy ấn đã đến châu Âu, nơi chúng trở thành vật liệu làm giấy bìa phổ biến không chỉ cho bìa sách, mà còn để lót rương, ngăn kéo và giá sách. Sự cách điệu bằng phương pháp thủy ấn các cạnh của cuốn sách cũng là một loại hình nghệ thuật được ứng dụng tại châu Âu.
Các phương pháp in thủy ấn đã sớm thu hút sự tò mò từ các nhà khoa học và nghệ sĩ thời Phục hưng. Ấn phẩm được xuất bản sớm nhất ở châu Âu được viết bằng tiếng Hà Lan bởi Gerhard ter Brugghen trong cuốn Verlichtery kunst-boeck của ông khi ông ở Amsterdam vào năm 1616, trong khi ấn phẩm tiếng Đức đầu tiên được viết bởi Daniel Schwenter, được xuất bản sau đó với tựa đề Delicæ Physico-Mathematicæ vào năm 1671 (Wolfe, 16). Athanasius Kircher đã xuất bản một ấn phẩm tiếng Latin Ars Magna Lucis et Umbræ ở Rome vào năm 1646, và được phổ biến rộng rãi trên khắp châu Âu. Một cái nhìn tổng quan về nghệ thuật với các hình minh họa những nghệ nhân và hình ảnh về các dụng cụ vẽ và in đã được đưa vào Encyclopédie của Denis Diderot và Jean le Rond giàylembert.

Thủy ấn họa đã trở thành một nghề thủ công phổ biến vào thế kỷ 19 sau khi một người Anh Charles Woolnough xuất bản cuốn The Art of Marbled (1853). Trong đó, ông mô tả cách ông điều chỉnh một phương pháp in hoa văn lên vải, mà ông đã trưng bày tại triển lãm Crystal Palace năm 1851. (Wolfe, 79) Những phát triển tiếp theo trong nghệ thuật thủy ấn được thực hiện bởi Josef Halfer, một người đóng sách gốc Đức, sống ở Budakeszi, Hungary. Halfer đã phát hiện ra một phương pháp bảo quản carrageenan và cách làm của ông đã thay thế những phương pháp trước đó ở châu Âu và Mỹ.

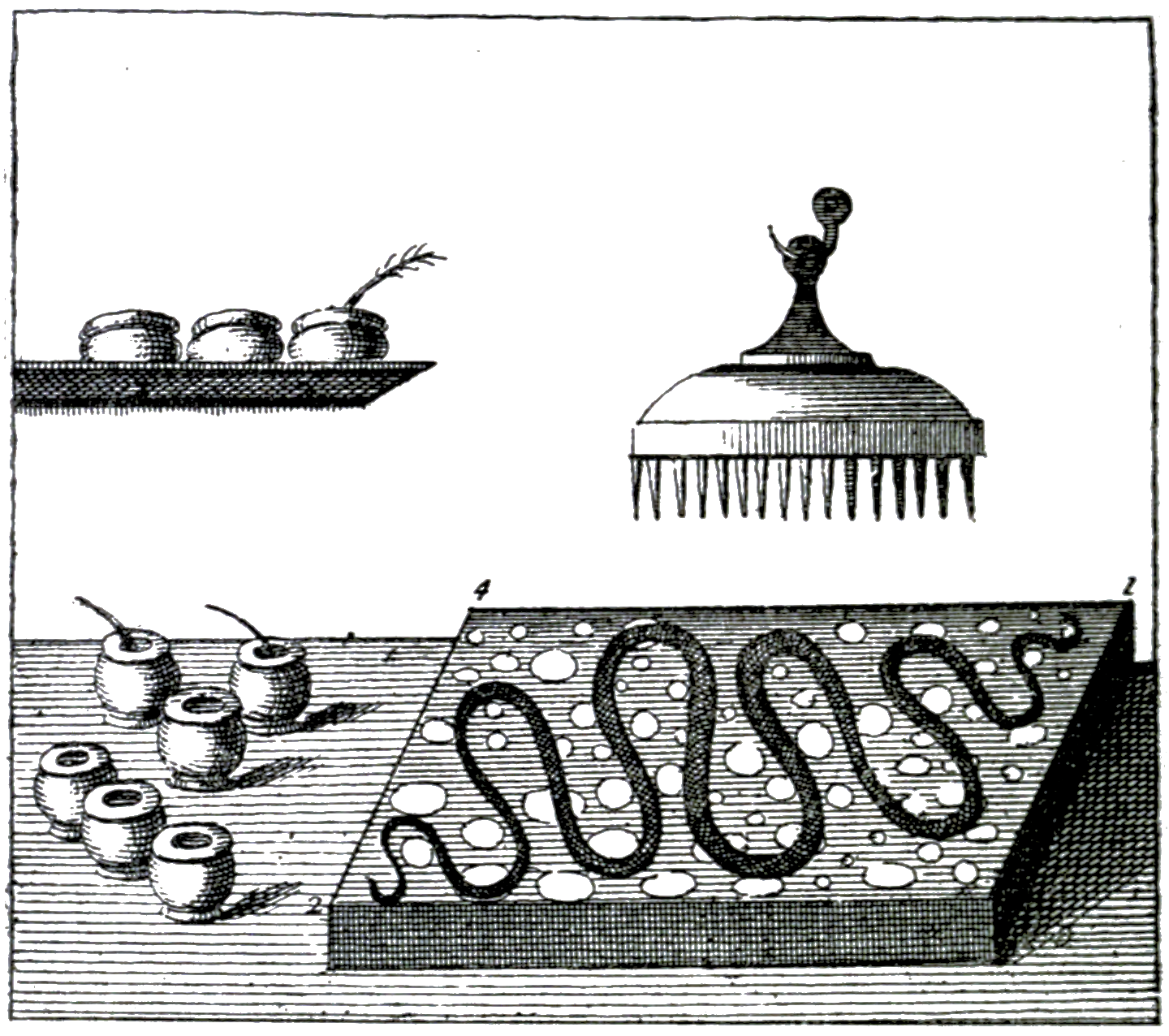
Khay vẽ và các công cụ từ Trường Nghệ thuật (1750)
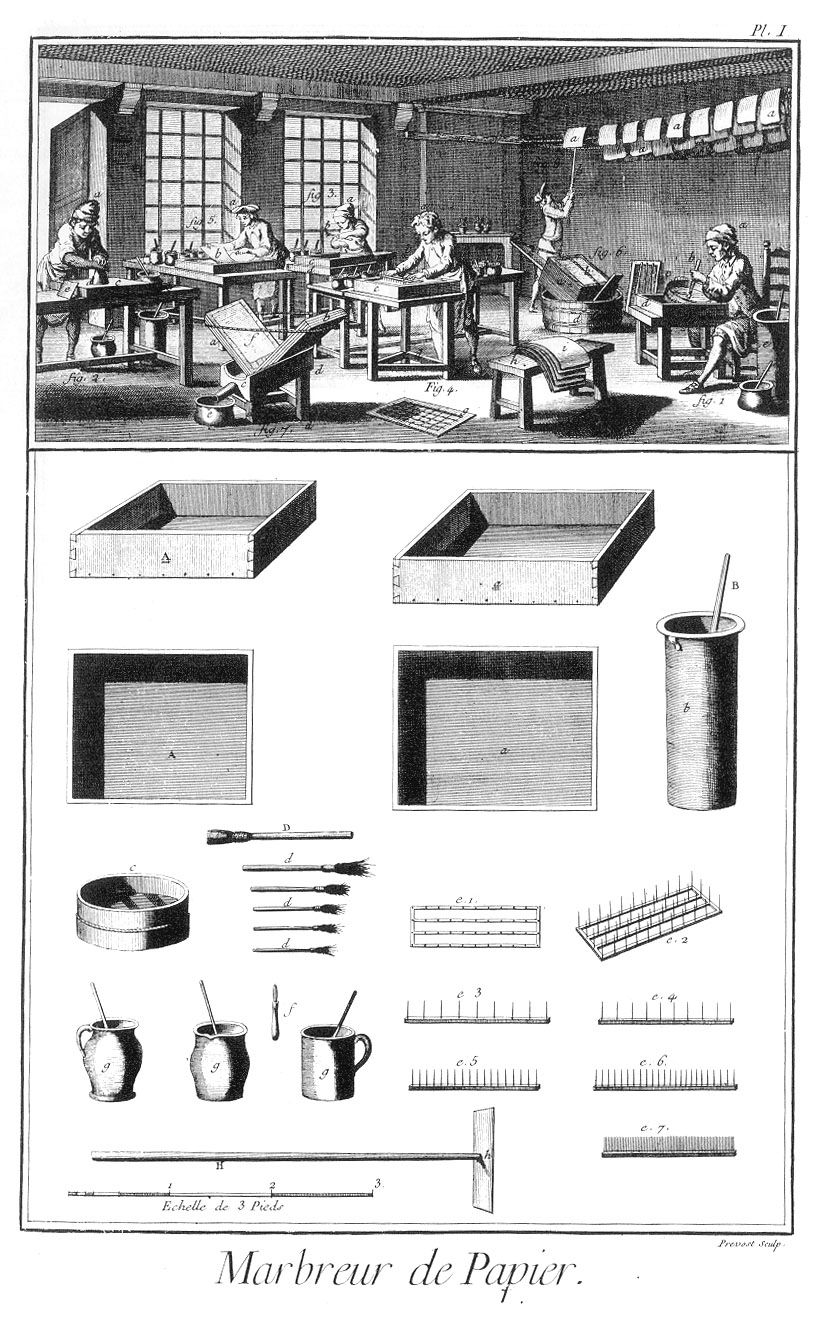
Các thợ thủ công tại nơi làm việc, l'Encyclopedie của Diderot và Phêlembert
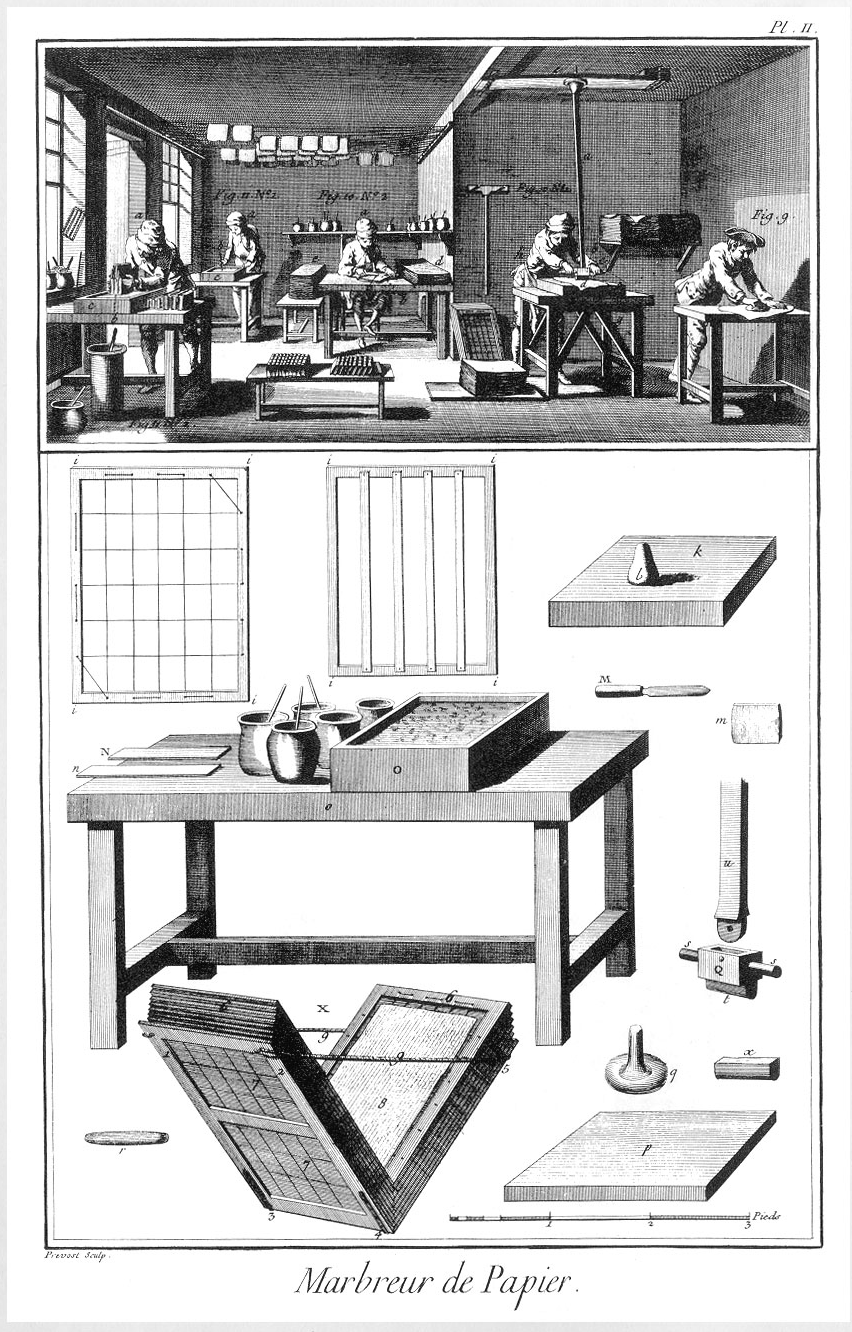
Các dụng cụ thủy ấn họa, từ l'Encyclopedie

## Ở thế kỷ 21

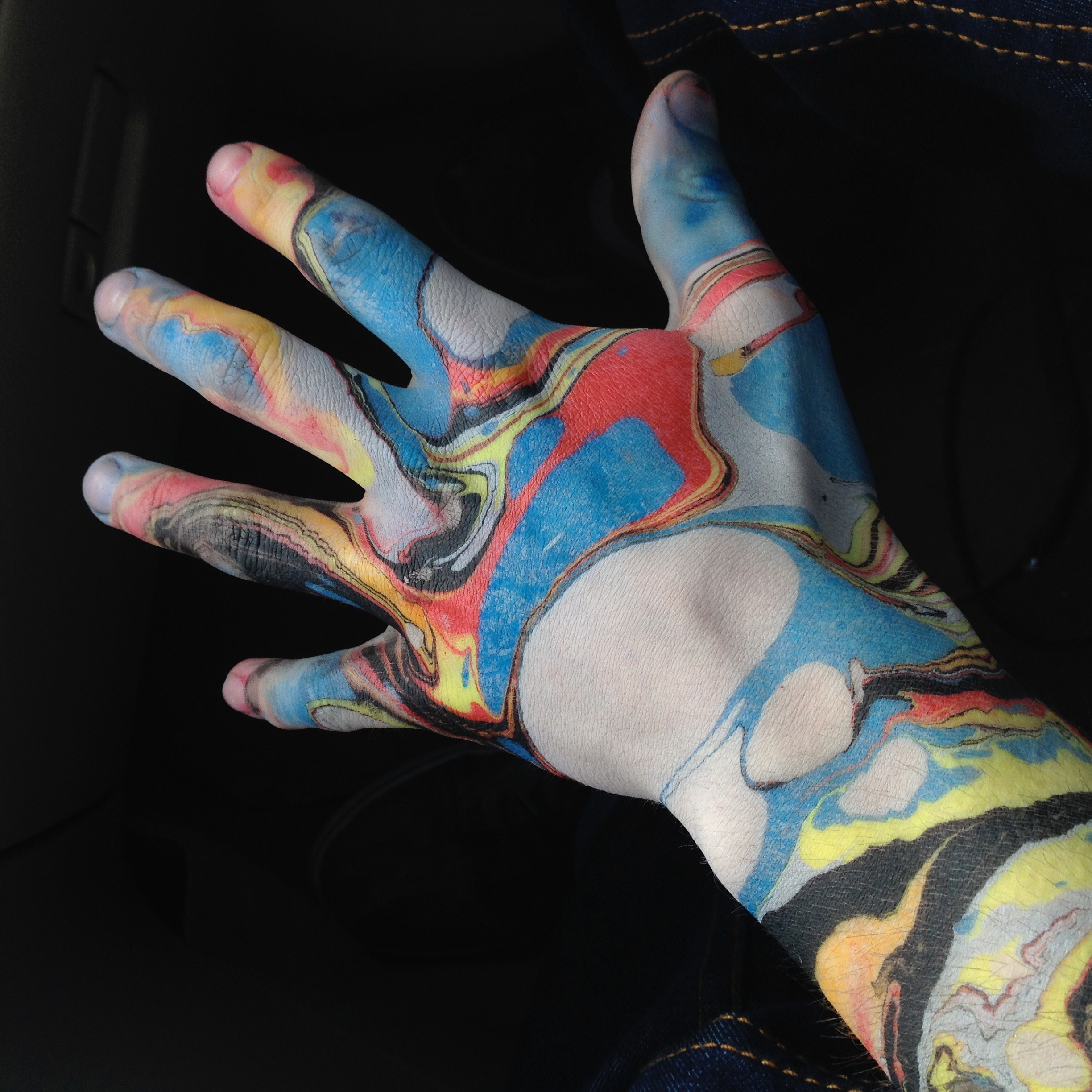
Một bàn tay được trang trí cẩm thạch

Các bản in thủy ấn vẫn được sản xuất cho đến ngày nay và phương pháp này hiện được áp dụng cho vải và các bề mặt không gian ba chiều, cũng như giấy. Bên cạnh các ứng dụng truyền thống vẫn được duy trì, các nghệ sĩ ngày nay đã sử dụng phương pháp này như một kỹ thuật vẽ tranh, và là một yếu tố trong ảnh ghép. Trong hai thập kỷ qua, thủy ấn họa là chủ đề của nhiều hội thảo quốc tế và triển lãm bảo tàng. Cuộc hội thảo quốc tế đầu tiên được tổ chức tại Santa Fe NM vào năm 1989 được tài trợ bởi tạp chí Ink & Gall. Các cộng đồng nghệ nhân quốc tế có thể được tìm thấy trên các mạng xã hội truyền thông như Facebook và mạng lưới thủy ấn quốc tế.  
Thủy ấn họa đã được biến tấu thành một phương pháp để trang trí bàn tay và khuôn mặt cho các sự kiện lễ hội. Màu sắc phản ứng neon hoặc tia cực tím thường được sử dụng với các loại màu nước không độc hại.

## Một vài mẫu vật

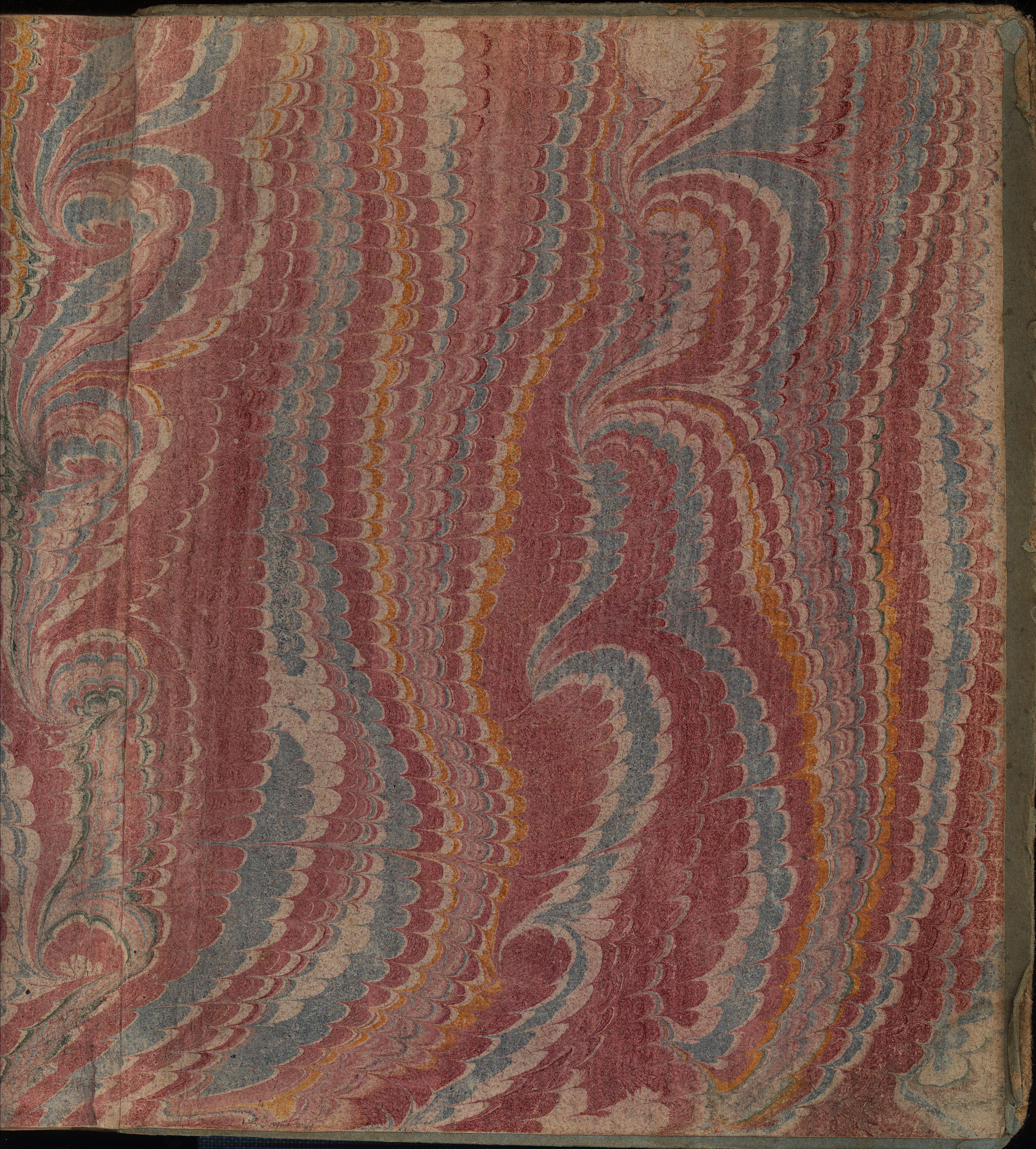
Giấy bìa từ một cuốn sách ở Hà Lan hoặc Đức trong khoảng từ 1720 đến 1770
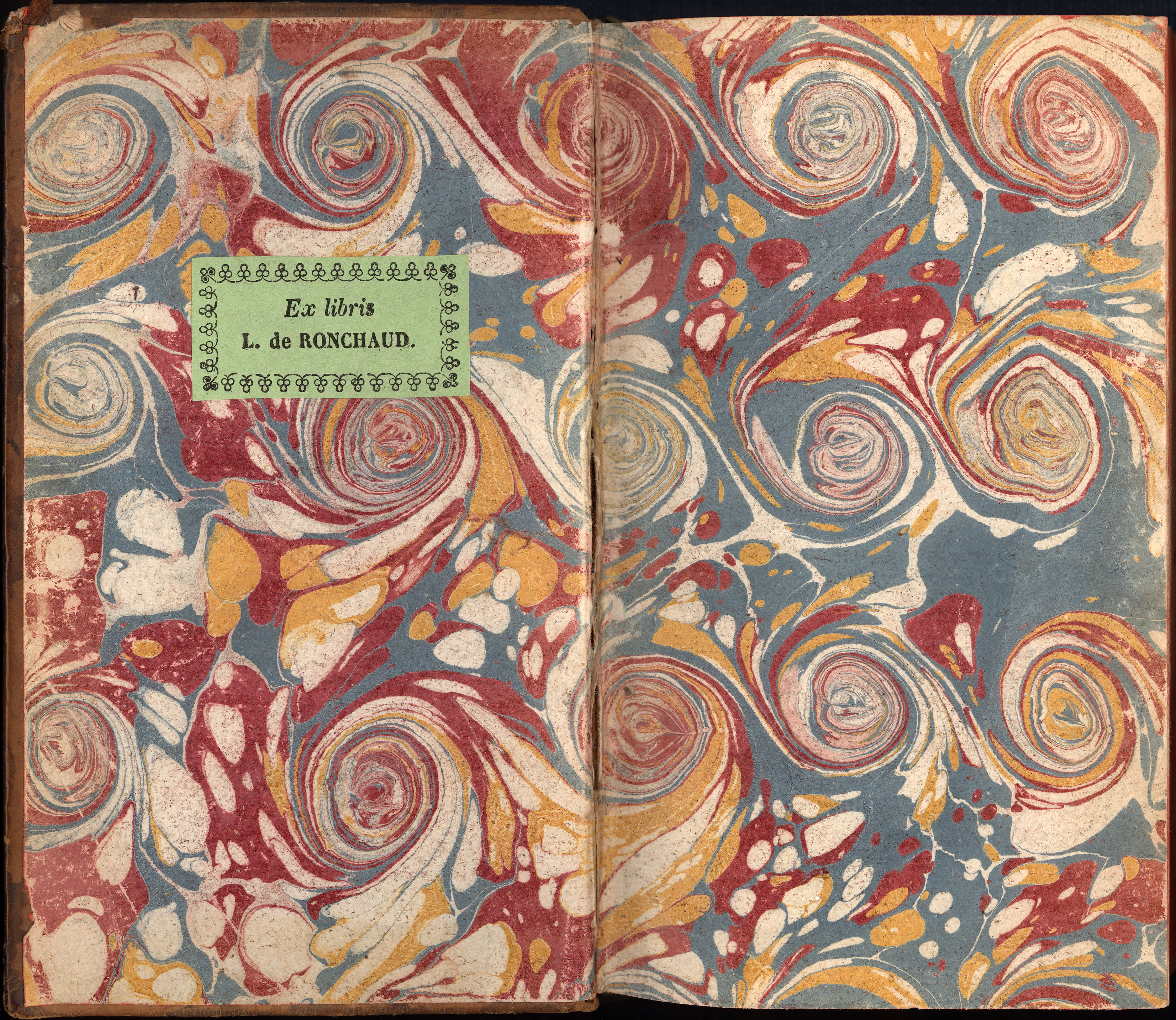
Giấy bìa từ một cuốn sách ở Pháp vào khoảng năm 1735
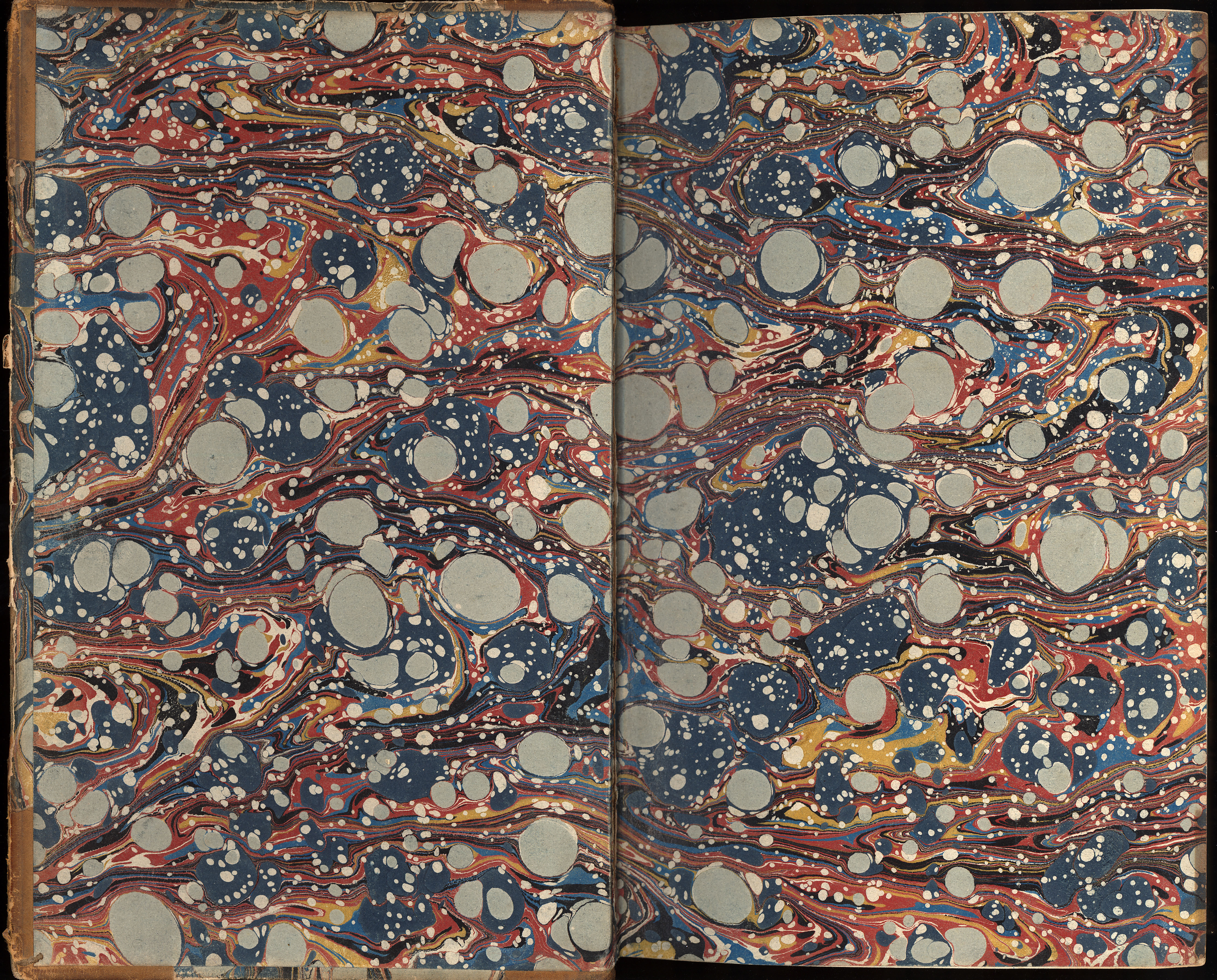
Giấy bìa từ một cuốn sách ở Anh vào khoảng năm 1830
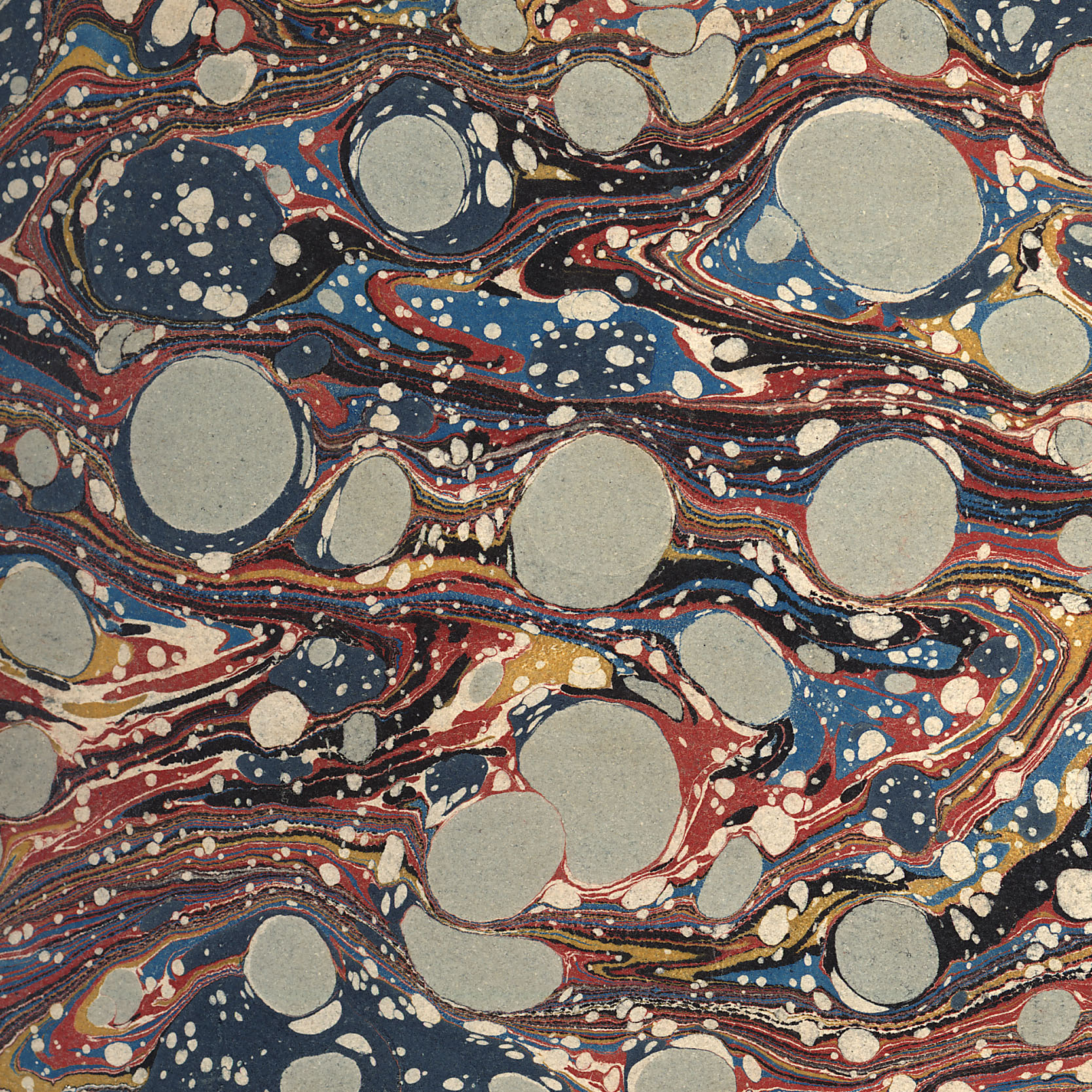
Giấy bìa từ một cuốn sách ở Anh vào khoảng năm 1830 (chi tiết)
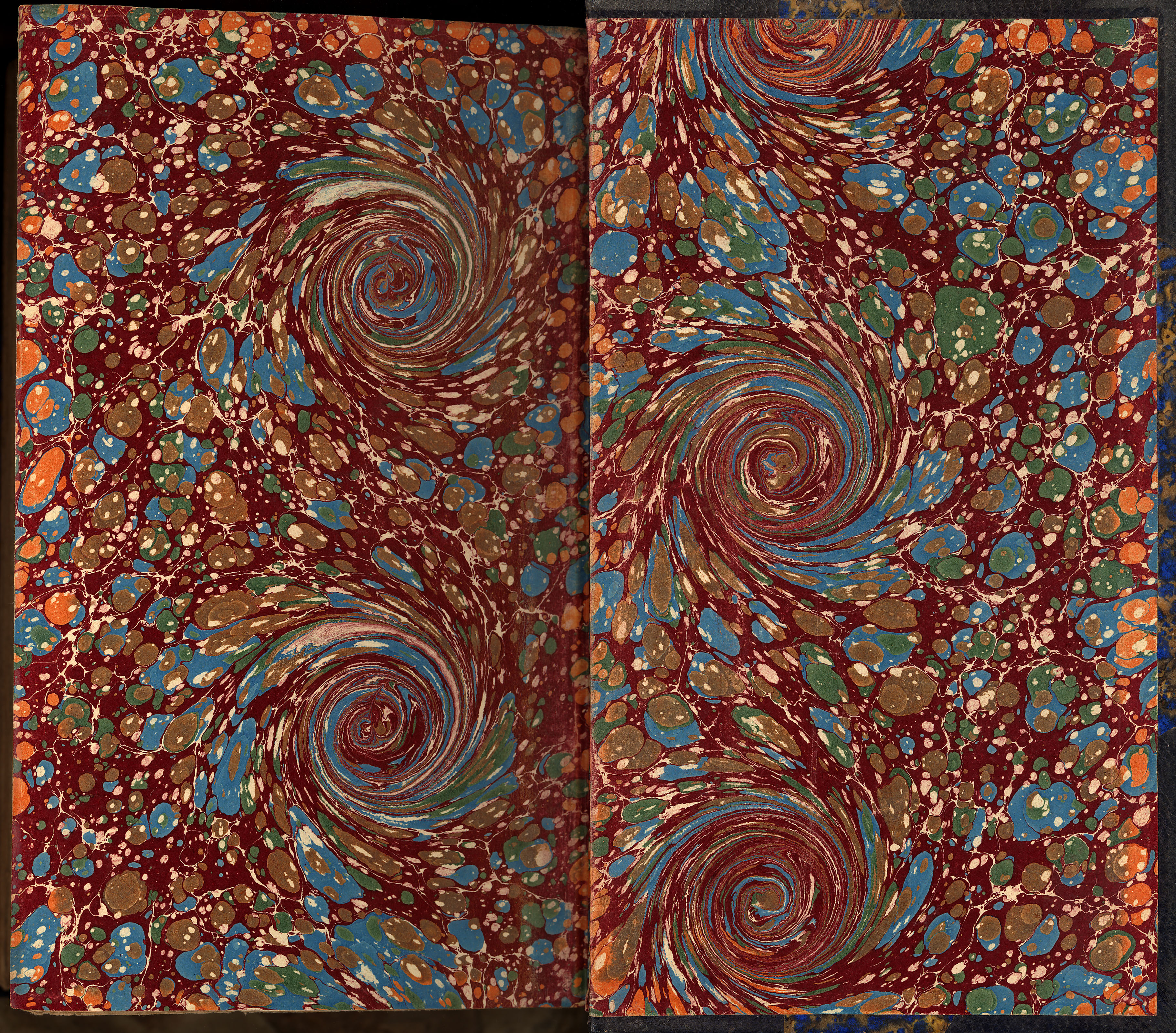
Giấy bìa từ một cuốn sách ở Pháp vào khoảng năm 1880
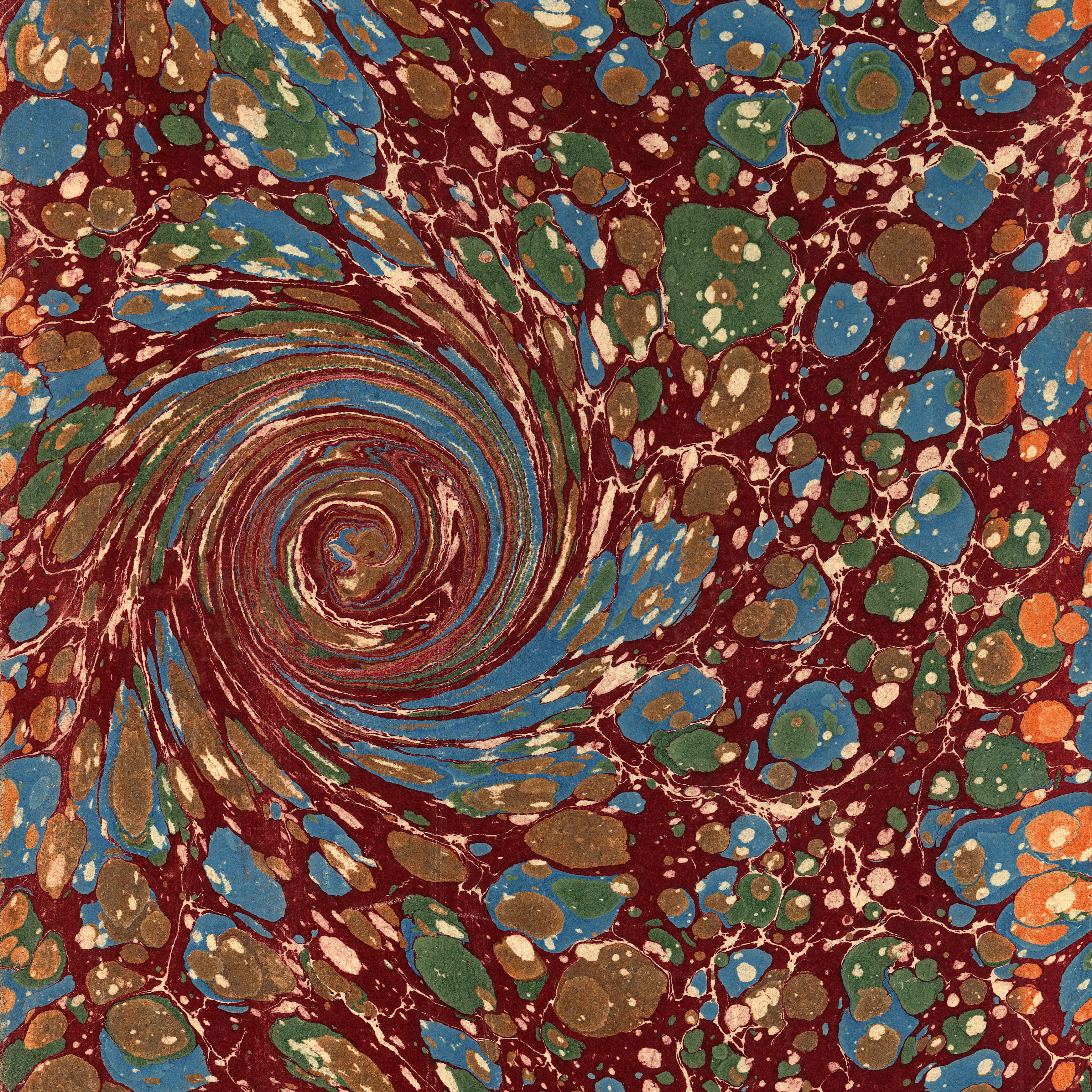
Giấy bìa từ một cuốn sách ở Pháp vào khoảng năm 1880 (chi tiết)
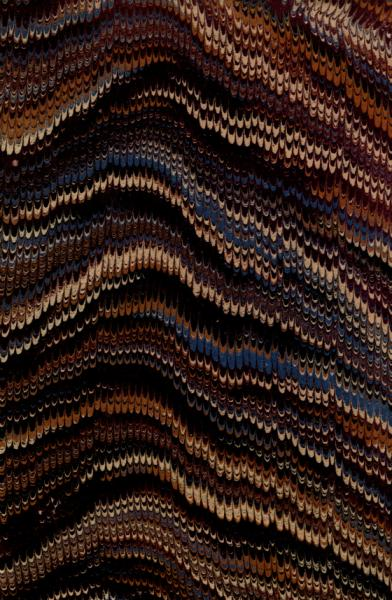
Một bản in thủy ấn của The Playmate: Người bạn đồng hành dễ chịu cho những giờ rảnh rỗi của Joseph Cundall, In bởi Barclay, 1847.
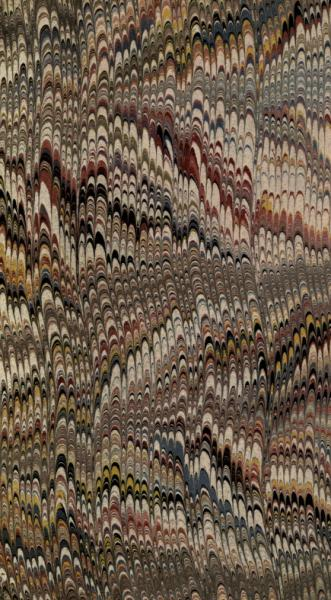
Được đính giấy bìa, từ tờ rơi phía trước của các mảnh vỡ phương Đông của Maria Hack, được in ở Luân Đôn cho Harvey và Dartman, 1828.
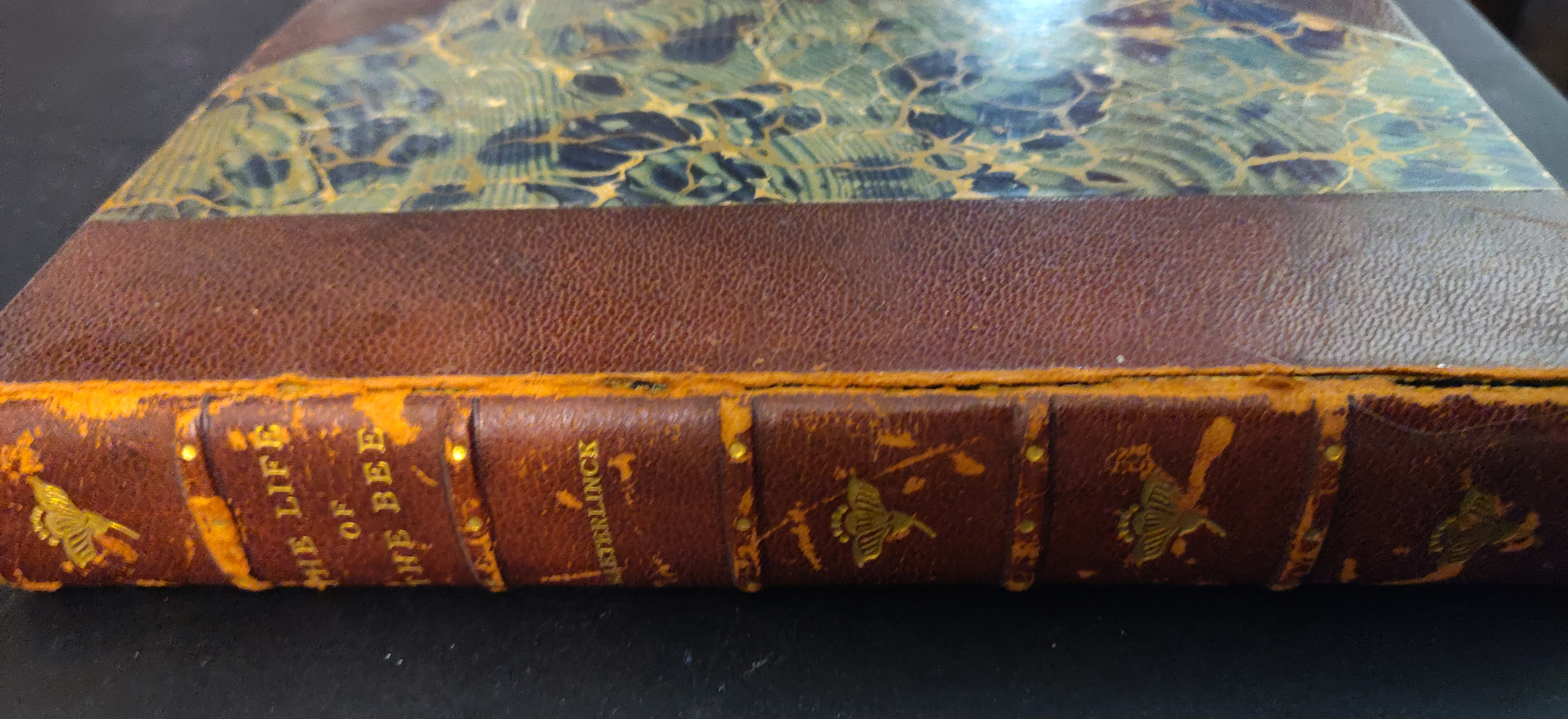
Phiên bản năm 1912 của The Life of the bee của Dodd, Mead và Company của Maurice Maeterlinck
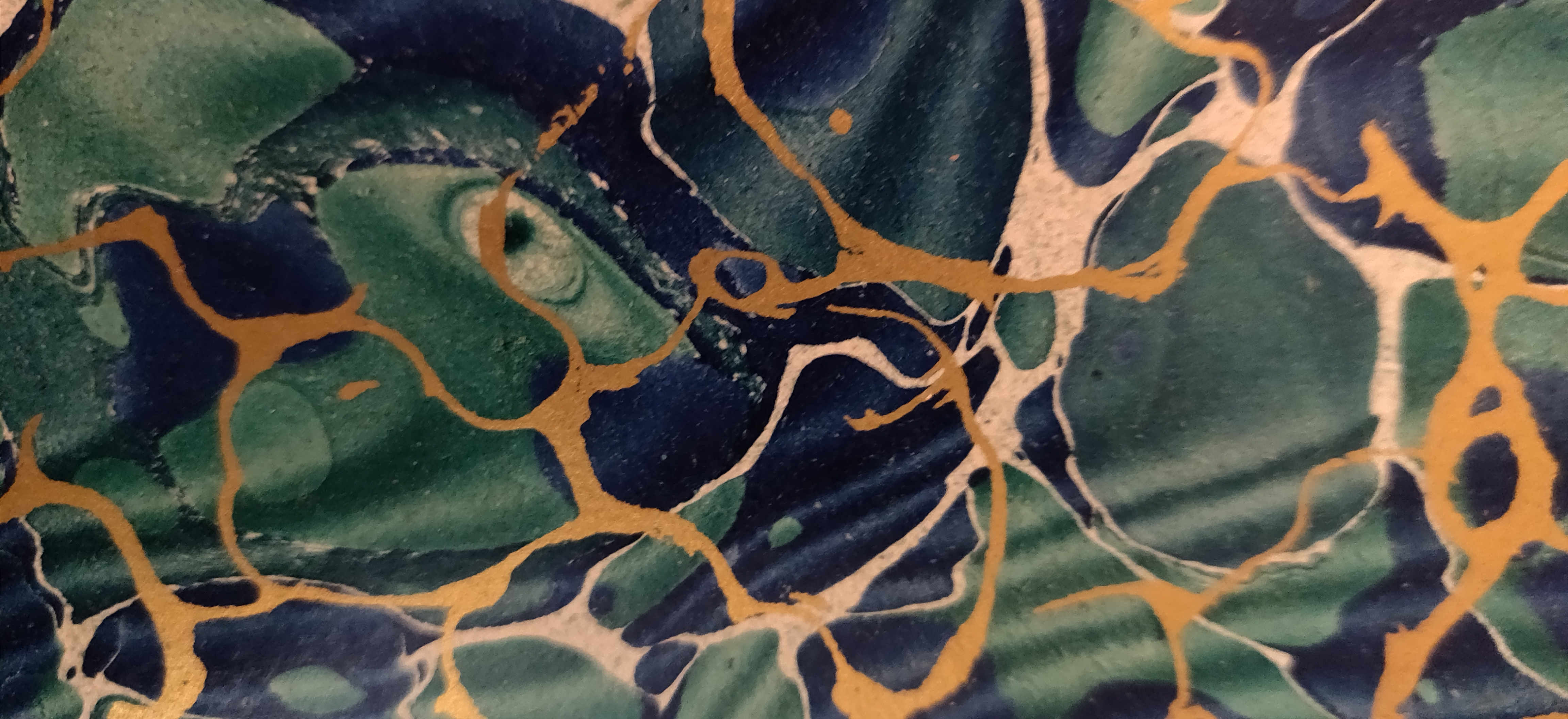
Chi tiết bề mặt của The Life of the Bee